# Suuri Heinälampi
Suuri Heinälampi är en sjö i kommunen Kides i landskapet Norra Karelen i Finland. Sjön ligger 76,3 meter över havet. Den är 3,5 meter djup. Arean är 60 hektar och strandlinjen är 5 kilometer lång. Sjön  ingår i Vuoksens huvudavrinningsområde.   Den ligger omkring 58 kilometer söder om Joensuu och omkring 320 kilometer nordöst om Helsingfors. 
I sjön finns ön Lamminsaari. 